# Shang Wenjie
Shang Wenjie (chinois: 尚雯婕; pinyin: Shàng Wénjié, née le 22 décembre 1982 à Shanghai, en Chine, également connue sous le nom de Laure Shang, elle est une chanteuse, compositrice, actrice et femme d'affaires chinoise. Elle a remporté la troisième saison du concours de chant chinois Super Girl.
Shang est connue pour chanter dans trois langues, le chinois, le français et l'anglais.

## Enfance et adolescence
Shang voulait déjà devenir chanteuse quand elle était enfant. Cependant, son père l'a encouragée à travailler dur et à poursuivre des études. En 1998, après avoir terminé l'école secondaire, Shang a été admise au collège Jincai, qu'elle a terminé en 2001 avec d'excellentes notes. Elle a été admise à l'université Fudan avec l'option principale en français.
En tant que membre du comité de littérature et d'art de son école, elle a organisé et participé à divers concours de chant, représentations et adaptations de scénarios, appris à jouer de divers instruments et à chanter. En 2002, Laure Shang a représenté son université au National College Student French Song Contest de Wuhan et a remporté la deuxième place. L'ambassade de France en Chine lui a offert un billet aller-retour pour un séjour en France.
Pendant ses études, elle a non seulement obtenu une bourse nationale, mais a également fondé le Wenjie French-Chinese Language Training Service Center et a postulé pour le College Student Science and Technology Entrepreneurship Fund. Pendant ses études, elle a effectué un stage chez Western France et a participé à plusieurs reprises aux émissions spéciales consacrées au cinéma français lors du Shanghai International Film Festival. En avril 2005, elle a même servi de traductrice principale pour le Festival du film.

## Carrière
Après avoir obtenu son diplôme universitaire en 2005, Laure Shang a travaillé pour une entreprise française dans le district de Xuhui à Shanghai. Elle parle français, anglais et espagnol et a été nommée assistante du directeur général seulement quatre mois plus tard.
Au printemps 2006, Shang a remporté la deuxième place aux compétitions régionales de la émission de musique Super Girl de Hunan Television à Guangzhou, après avoir échoué à Hangzhou et Chengdu, et a atteint la finale nationale à Changsha. Après un combat intense, Laure Shang a battu la favorite Tan Weiwei avec 5,19 millions de voix et a signé un contrat avec Tianyu Entertainment.
En septembre 2009, la comédie romantique If You Are The One a fait sa première en France. La chanson Quand Je Me Regarde, composée et interprétée par Laure Shang, a reçu plus de quatre millions de requêtes en Europe. Shang a également reçu une invitation à collaborer avec le musicien français Laurent Voulzy et le musicien belge Jean-François Maljean.
Invité par le gouvernement belge, elle a représenté le roi de Belgique lors de l'exposition universelle de Shanghai en 2010. La chanson Our Song, composée et interprétée par elle et Jean-François Maljean, a été désignée meilleure chanson de l'exposition universelle et a été téléchargée plus de 150 millions de fois depuis le site officiel de l'exposition. En octobre, Shang a participé aux célébrations du 40e anniversaire des relations sino-canadiennes, à l'invitation du gouvernement canadien. Le Premier ministre canadien Stephen Harper l'a personnellement invitée dans son bureau pour discuter des relations entre la Chine et le Canada.
Le 30 janvier 2011, elle a participé à la Chinese New Year Gala aux États-Unis et plus tard à la Five Continents Spring Festival Gala à Montréal, Ottawa et Toronto, au Canada. Lors de la Spring Festival Gala en Chine, elle a chanté avec la chanteuse belge-canadienne Lara Fabian la chanson J'y Crois Encore. En septembre, elle a écrit la chanson-titre Amazing Life pour le One Young World Summit, qui a eu lieu à Zurich, en Suisse.
En janvier 2013, Laure Shang a participé à l'émission de musique I Am a Singer. Le 25 avril, elle a participé au dîner d'État organisé à l'occasion de la visite en Chine du président français François Hollande, a été ambassadrice des échanges culturels franco-chinois et a chanté plusieurs chansons françaises. En mai, elle a été membre du jury de l'émission de musique Super Boys et a découvert Hua Chenyu.
La même année, Shang a fondé son propre studio de musique avec son ami et partenaire commercial Nie Xieyuan. Le 24 avril 2014, BG Talent est né de cette collaboration. L'entreprise est spécialisée dans la création et le développement de jeunes artistes talentueux en Chine, tels que Li Geyang, Huo Minghao, Zeng Shunxi, Chen Jingke, Li Zhenning, Shi Mingze, Wang Nanjun et Dimash Kudaibergen.
En avril 2017, elle a participé à la cinquième saison de l'émission de musique Singer et a chanté avec le chanteur kazakh Dimash Kudaibergen.
Le 19 mars 2018, elle a participé à la cérémonie d'ouverture de la Semaine du cinéma franco-chinois et a été nommée ambassadrice honoraire pour l'échange culturel franco-chinois. En avril, elle a également été nommée directrice du département de la littérature et de l'art du China International Culture Exchange Center. En septembre, elle a participé à la Mid-Autumn Festival Gala à Sydney et a chanté la chanson Trouble Is A Friend avec la chanteuse australienne Lenka.
Entre 2018 et 2022, elle a participé quatre fois à l'émission musicale Everlasting Classics. En juillet 2019, elle a également participé à la deuxième saison de Super Vocal et en mars 2021 aux émissions musicales The Treasured Voice et The Flash Band.

### Aujourd'hui
Au printemps et en été 2024, Shang a participé à la cinquième saison de l'émission de musique Ride The Wind. Elle a chanté les chansons Move Your Body, Shouldn't, Hot Winter, Virtual, Time Boils The Rain, Heart Beating 808, Reflection Of Life, Wrapped Up Tight, This Is Me, Chandelier et Love. Elle l'a interprété avec la chanteuse française Joyce Jonathan, avec qui elle s'est produite le 28 juin, le titre Let Light Meet Light. Celui-ci contient des lignes en chinois et en français et célèbre le 60e anniversaire des relations sino-françaises,.
En 2025, Laure Shang se produira dans divers festivals de musique en Chine.

## Discographie

### Albums et EPs
- (6 juin 2007) Dream Of The Floating Bridge (梦之浮桥) (EP)
- (22 octobre 2007) Under Van Gogh's Starry Sky (在梵高的星空下)
- (25 décembre 2007) About Us (关于我们) (Cover Album)
- (10 octobre 2009) Time Lady (时代女性)
- (18 novembre 2010) Fashion Icon (全球风靡)
- (24 janvier 2011) Nightmare (魔)
- (28 août 2011) IN
- (22 août 2012) Ode To The Doom (最後的讚歌)
- (7 novembre 2013) Graceland (恩賜之地)
- (5 décembre 2016) Black & Golden (黑金)
- (24 août 2018) The Puzzle Pieces
- (24 août 2020) Chanting Verses (咏) (EP)
- (31 août 2023) Mind Uploading 0.1 (意識上傳中… 0.1：覺醒) (EP)
- (13 octobre 2023) Mind Uploading 0.2 (意識上傳中… 0.2：虹荒) (EP)
- (27 décembre 2023) Mind Uploading 0.3 (意識上傳中… 0.3：神游) (EP)

### Autres albums
- (21 décembre 2010) Ma Puce (Mini Remix Album)
- (21 décembre 2011) w in win (Demo Album)
- (20 juillet 2012) Before The Doom (Bonus EP)
- (12 septembre 2016) Black & Golden. Pure (Instrumental Album)
- (10 janvier 2017) The Black Remix (Remix Album)
- (février 2017) The Golden Collection (The Best of Album)

### Concerts
- (2008) Share (尚佳分享演唱会)
- (2009) Sound Of Nature (天籁倾城上海交响音乐会)
- (2009) iLady (三色艾雷迪巡回演唱会)
- (2012) Atypical L!ve (异类王国巴黎音乐会)